# Bingfeng
Ice Peak (xinès simplificat: 冰峰, pinyin: Bīngfēng, literalment 'cim nevat') és una marca de refresc amb sabor a taronja produïda per Xi'an Futian Foods en Xi'an, província de Shaanxi, Xina. També té una versió amb sabor a poma, i se sol consumir amb altres especialitats de Shaanxi com els fideus paomo o el youpo. Juntament amb el roujiamo i el liangpi, forma part d'un menú popular i representatiu de la regió anomenat Triangle de Xi'an, o el menjar dels Tres Qins, nom que fa referència a la cuina Qin, nom alternatiu de la gastronomia de Shaanxi. La beguda se serveix en la majoria dels restaurants de Shaanxi tant a la Xina com a l'estranger.
Té el reconeixement de Zhonghua Laozihao, honor reservat a establiments antics que elaboren productes mitjançant tècniques tradicionals, ja que els seus orígens es remunten a finals de la dècada del 1940.

## Història
Tot i que el refresc data del 1948, Bingfeng va nàixer el 1953 i el seu fabricant és Xi'an Food Factory. Bingfeng és un dels productes realitzats i la fàbrica s'anomenà taller de refrescos. L'origen està en un emprenedor que volia portar maquinària de Tianjin a Xinjiang. Per causa d'una nevada es va quedar blocat a Xi'an, a meitat camí, i decidí establir-se allà. El nom de la beguda està basat en les estalagmites que una altra nevada va provocar a una de les portes de la fàbrica.
A la fi de la dècada de 1990, Bingfeng va tindre una breu cooperació amb Shenzhen Shenbao. Durant el període, Bingfeng es va vendre etiquetada baix el nom Shenbao. La fàbrica que produeix Bingfeng va canviar el seu nom pel de Companyia d'aliments i begudes Xi'an Bingfeng en 1997.
Forma part del patrimoni cultural de Xi'an, i de la memòria col·lectiva dels seus habitants, així com inspiració per a les indústries creatives de la ciutat.